# Suberites hystrix
Suberites hystrix är en svampdjursart som beskrevs av Schmidt 1868. Suberites hystrix ingår i släktet Suberites och familjen Suberitidae. Inga underarter finns listade i Catalogue of Life.